# Marcin Święcicki
Marcin Święcicki, né le 17 avril 1947 , est un économiste et homme politique  polonais. Il a notamment été ministre des relations économiques internationales de 1989 à 1991 et maire de Varsovie (pl) de 1994 à 1999, vice-ministre de l'économie de 1999 à 2000 et élu député à la diète à plusieurs reprises (1989, 1993, 2011, 2015), ainsi que membre de la diétine régionale de Mazovie.

## Biographie
Marcin Święcicki pratique durant son adolescence le saut en longueur et a notamment participé aux championnats d'Europe juniors d'athlétisme en 1966, obtenant une médaille de bronze. Il est également membre du Club des intellectuels catholiques (KIK) de 1965 à 1972. Il fait des études de sociologie et d'économie à l'université de Varsovie, continuées comme boursier à l'université Harvard (1976) et à l'université George Washington (1985). Il soutient sa thèse de doctorat en économie en 1981.
En 1989, élu député sur la liste présentée par le parti ouvrier unifié polonais (avec le soutien au deuxième tour de Solidarność), il entre au gouvernement de Tadeusz Mazowiecki comme ministre chargé des relations économiques internationales, engageant les premières négociations avec l'Union européenne en vue d'une adhésion comme celles avec l'URSS sur le désendettement de la Pologne. Il rejoint alors l'Union démocratique (et reste ensuite membre de ses successeurs Union pour la liberté (UW), puis le Parti démocrate). Il se rapproche ensuite de la Plate-forme civique (PO).
En 1994, il prend la tête de la ville de Varsovie, dont il occupe la présidence pendant quatre ans et demi. 
Il est en 2000-2001 conseiller économique du président lituanien Valdas Adamkus. De 2002 à 2005, il est coordinateur pour les questions d’environnement à l'Organisation pour la sécurité et la coopération en Europe. Il est nommé en 2011 par le président polonais à la tête d'un groupe d'experts pour conseiller les autorités ukrainiennes, après avoir dirigé le bureau du PNUD à Kiev de 2007 à 2011.
Il est réélu membre de la Diète de la République de Pologne aux élections générales de 2015 et siège dans le groupe de la Plate-forme civique (PO), comme dans la législature précédente.